# Godam
Godam (ゴワッパー5 ゴーダム?, Gowappā Faibu Gōdamu) è un anime di genere mecha creato da Tatsuo Yoshida e prodotto dalla Tatsunoko nel 1976. I 36 episodi che compongo la serie sono stati trasmessi in Giappone dal network TV Asahi tra l'aprile e il dicembre del 1976.
In Italia è stato trasmesso da Euro TV e da altre emittenti locali dal 1984. In questa edizione italiana, il contenuto degli episodi 3 e 24 è stato scambiato. Dal dicembre 2013 è stato per alcuni anni disponibile in streaming gratuito su YouTube, sul canale Mondo TV - Cose dell'altro mondo!.

## Trama
La storia narra di un gruppo di cinque ragazzi, i Gowapper Five, capeggiato dalla bionda Yoko Misaki. Naufragati su di un'isola deserta dopo essere passati da un pericoloso tratto di mare squassato da potenti gorghi, vi trovano una grotta, che nasconde una base per la ricerca scientifica. Qui si trova Sentaro Shima, che rivela ai ragazzi l'esistenza di una popolazione di mostri, il Popolo degli Abissi, che vive nelle viscere della terra, e vuole conquistare il mondo, e di come uno scienziato, il professor Hoarai abbia creato un gigantesco robot di nome Godam per fronteggiarli. Il professore, poco prima di morire, riuscì a trasferire la propria mente nel computer centrale di Godam, divenendone quindi la "mente". I ragazzi, avendo superato "la prova", cioè sopravvivere ai gorghi che difendono l'isola, sono quindi pronti a difendere la Terra da questa pericolosa minaccia, grazie al possente robot Godam e all'aiuto del professore, che comunica con loro tramite un ologramma.

## Scheda tecnica del robot
Il mastodontico robot, oltre al suo corpo centrale, contiene cinque mezzi di supporto, ciascuno ispirato a un animale marino ed affidato ad uno dei protagonisti:
- L'Aereo A (Ei-Plane, razza) è pilotato da Yoko Misaki,
- La Geso-Macchina (Geso Machine, calamaro) è pilotata da Go Tsunami,
- Il Carro armato Tartaruga (Turtle Tank, tartaruga di mare) è pilotato da Godaemon Koishikawa,
- La Yokari Jeep (Yadokari Jeep, paguro) è pilotata da Norisuke Awakuchi
- L'Elicottero sottomarino (HeliMarine, pesce) è pilotato da Daikichi Kageyama

Ognuno di questi mezzi è alloggiato nel Godam, il quale usando varie parti di ricambio può assumere quattro diverse conformazioni:
- Drago Volante (Godam Dragon)
- Aquila d'Attacco (Godam Skyhigh)
- Tigre di Fuoco (Godam Tiger)
- Trivella (Godam Moler)

## Doppiaggio
| Personaggio         | Doppiatore originale | Doppiatore italiano |
| ------------------- | -------------------- | ------------------- |
| Yoko                | Terumi Niki          | Laura Boccanera     |
| Go                  | Yoshito Yasuhara     | Riccardo Rossi      |
| Daikichi            | Kaneta Kimotsuki     | Gastone Pescucci    |
| Norisuke            | Sachiko Chijimatsu   | Corrado Conforti    |
| Godaemon            | Kiyoshi Komiyama     | Fabrizio Mazzotta   |
| Dott. Shima         | Kazuyuki Sogabe      | Rodolfo Bianchi     |
| Gen. Magda          | Mikio Terashima      | Sandro Sardone      |
| Imperatore Yokokuda | Takeshi Watabe       | Diego Michelotti    |
| Voce narrante       | Iemasa Kayumi        | Sergio Matteucci    |

## Sigle

### Giapponesi
La sigla di apertura originale è Iku zo! Godam (行くぞ! ゴーダム? "Vai! Godam") e quella di chiusura è Gowapper 5 no uta (ゴワッパー5の歌?, Gowappā Faibu no uta, "La canzone dei Gowapper Five"). Entrambe sono interpretate da Ichirō Mizuki e dagli Young Fresh; i testi sono di Ichirō Wakabayashi, la musica di Asei Kobayashi e l'arrangiamento di Nozomi Aoki. Le immagini della sigla di apertura cambiano parzialmente a partire dall'episodio 24: dopo la morte del generale Magda, infatti, la sua apparizione è sostituita da una scena con un attacco di Godam. La sigla di chiusura ha invece due video diversi, uno usato nei primi sedici episodi e l'altro negli episodi da 17 a 36.

### Italiana
La sigla italiana è Godam, scritta da Riccardo Zara e interpretata da I Cavalieri del Re. Come immagini sono state usate quelle delle sigle originali, ma la seconda versione di entrambe è usata in Italia per tutti gli episodi. La sigla di apertura ha i titoli in italiano e quella di chiusura è senza titoli.

## Episodi
| Nº | Titolo italiano Giapponese 「Kanji」 - Rōmaji                                      | In onda           | In onda |
| Nº | Titolo italiano Giapponese 「Kanji」 - Rōmaji                                      | Giapponese        |         |
| 1  | L'avventura ha inizio 「ゴワッパー５出動せよ！」 - gowappaa 5 shutsudoo seyo!      | 4 aprile 1976     |         |
| 2  | Gli androidi 「出たか！ネンドロイド」 - de ta ka! nendoroido                       | 11 aprile 1976    |         |
| 3  | Uekida 「さがせ！地底魔人」 - sagase! chitei ma jin                                | 18 aprile 1976    |         |
| 4  | Il risveglio dei vulcani 「たたけ！ドカンパー」 - tatake! dokan paa                | 25 aprile 1976    |         |
| 5  | Il mal di denti 「くだけ！ユサブランカー」 - kudake! yusaburankaa                  | 2 maggio 1976     |         |
| 6  | Uniti contro tutti 「ぶっつぶせ！アリジャンボ」 - but tsubuse! ari janbo           | 16 maggio 1976    |         |
| 7  | L'isola di Mako 「海の悪魔ハイザブン」 - umi no akuma haizabun                     | 23 maggio 1976    |         |
| 8  | Due vite per la libertà 「強敵！モスンダー」 - kyooteki! mosundaa                  | 30 maggio 1976    |         |
| 9  | Il ritorno al villaggio 「挑戦！オトガート」 - choosen! otogaato                   | 6 giugno 1976     |         |
| 10 | La miniera d'oro 「どこだ！地底秘密基地」 - doko da! chitei himitsu kichi          | 13 giugno 1976    |         |
| 11 | Gli uomini degli abissi 「炎の決闘！ジムグリラ」 - honoo no kettoo! jimugurira     | 27 giugno 1976    |         |
| 12 | L'acqua è vita 「突撃！モグラック」 - totsugeki! mogurakku                         | 4 luglio 1976     |         |
| 13 | Il fiore 「炎の悪魔！オオリューダー」 - honoo no akuma! ooryūdaa                   | 11 luglio 1976    |         |
| 14 | La grande battaglia 「大攻撃！サンドフーン」 - dai koogeki! sandofūn               | 18 luglio 1976    |         |
| 15 | L'abisso 「大追跡！パトンボー」 - dai tsuiseki! patonboo                           | 25 luglio 1976    |         |
| 16 | L'attacco dei pesci giganti 「襲撃！謎の巨大魚」 - shūgeki! nazo no kyodai gyo     | 8 agosto 1976     |         |
| 17 | Bravo Dankichi! 「怒れ！タートルタンク」 - okore! taatoru tanku                    | 15 agosto 1976    |         |
| 18 | La caverna mortale 「逆襲！ゴーダムレーザー」 - gyakushū! goodamureezaa            | 22 agosto 1976    |         |
| 19 | La super arma 「超兵器！ハネポンダー」 - choo heiki! hanepondaa                    | 29 agosto 1976    |         |
| 20 | Il Chiteibar 「合体獣！シャチホコラー」 - gattai jū! shachihokoraa                 | 5 settembre 1976  |         |
| 21 | Una trappola per Magdaa 「疾風！チテイライダー」 - shippū! chiteiraidaa            | 12 settembre 1976 |         |
| 22 | Il terribile Dukungar 「三段変身！ドクンガー」 - san dan henshin! dokungaa         | 19 settembre 1976 |         |
| 23 | La fine di Magdaa 「マグダーの最期」 - magudaa no saigo                            | 26 settembre 1976 |         |
| 24 | La sabbia di Rabia 「砂魔人！スフィンガー」 - suna ma jin! sufingaa                | 6 ottobre 1976    |         |
| 25 | Kiokundar il fiore del diavolo 「地獄花！キューコンガー」 - jigoku hana! kyūkongaa | 13 ottobre 1976   |         |
| 26 | I funghi giganti 「大出現！ジャンボ・キノッコー」 - dai shutsugen! janbo.kinokkoo  | 20 ottobre 1976   |         |
| 27 | La battaglia continua 「巨大ロボット！ベアズリー」 - kyodai robotto! beazurii      | 27 ottobre 1976   |         |
| 28 | Hanno rubato il missile 「幼怪獣！ミエンガー」 - yoo kaijū! miengaa                | 3 novembre 1976   |         |
| 29 | Konger King 「大暴れ！コンガーキング」 - dai abare! kongaakingu                    | 10 novembre 1976  |         |
| 30 | Jiariant 「岩石巨人！ジャリアント」 - ganseki kyojin! jarianto                     | 17 novembre 1976  |         |
| 31 | Mabuddah 「大攻撃！アブッダー」 - dai koogeki! abuddaa                             | 24 novembre 1976  |         |
| 32 | Buldo 「吠えろ！ゴーダムタイガー」 - hoero! goodamutaigaa                          | 1º dicembre 1976  |         |
| 33 | Non arrenderti Godam 「はじけ！パチンガーＸ」 - hajike! pachingaa X                | 8 dicembre 1976   |         |
| 34 | L'arma L.D. 「大作戦！ゴーダム・ジャック」 - dai sakusen! goodamu.jakku            | 15 dicembre 1976  |         |
| 35 | La fine si avvicina 「モーレツ！巨大カブトーザー」 - mooretsu! kyodai kabutoozaa   | 22 dicembre 1976  |         |
| 36 | Il duello finale 「決戦！ジゴクダー」 - kessen! jigokudaa                          | 29 dicembre 1976  |         |